# Charlie Chan au Musée de cire
Pour plus de détails, voir Fiche technique et Distribution.
Charlie Chan au Musée de cire  (Charlie Chan at the Wax Museum) est un film policier américain sorti en 1940, mettant en vedette Sidney Toler dans le rôle de l'inspecteur Charlie Chan.  

## Synopsis
Steve Mac Birney, un dangereux malfrat condamné à la peine capitale, parvient à s'échapper du tribunal, grâce à la complicité de quelques acolytes, promettant au célèbre détective Charlie Chan, à l'origine de son arrestation et présent au procès, de lui régler son compte incessamment. Notre homme se réfugie auprès du docteur Cream, responsable d'un musée de cire et accessoirement, pour certains membres de la pègre, excellent chirurgien esthétique, capable de modifier le faciès de tout criminel recherché. Il lui demande sous le fallacieux prétexte d'une célèbre série d'émissions de radio, produite par "la ligue anti-crime" et relatant à chaque fois un cas judiciaire qui avait défrayé la chronique, de faire venir Charlie Chan et un autre expert, le criminologue scientifique Otto von Brom, pour le piéger et se venger. Le programme radiophonique devra se dérouler dans les locaux mêmes du fameux musée de cire et un ingénieux système électrique devra foudroyer notre pandore, sur son fauteuil, durant l'émission. C'est sans compter sur la brouillonne curiosité du fiston, Jimmy Chan, et sur la pertinente sagacité de son génial paternel...

## Distribution
- Sidney Toler : Charlie Chan
- Victor Sen Yung : Jimmy Chan (Sen Yung)
- C. Henry Gordon : Dr. Cream
- Marc Lawrence : Steve McBirney
- Joan Valerie : Lily Latimer, assistante de Cream
- Marguerite Chapman : Mary Bolton, une journaliste
- Ted Osborne : Tom Agnew (en tant que Ted Osborn), directeur du programme radiophonique et présentateur
- Michael Visaroff : Dr Otto Von Brom, un criminologue qui mise sur les méthodes scientifiques
- Hilda Vaughn : Mme Joe Rocke
- Charles Wagenheim : Willie Fern
- Archie Twitchell : Carter Lane, représentant Mme Rocke
- Eddie Marr : Grenock, le garde du corps de McBirney
- Joe King : inspecteur O'Matthews
- Harold Goodwin : Edwards, ingénieur du programme radio